# Будинок на вулиці Дорошенка, 14 (Львів)
Будинок за адресою вулиця Дорошенка, 14 у Львові — багатоквартирний житловий чотириповерховий будинок з магазинним приміщенням на першому поверсі. Пам'ятка архітектури місцевого значення № 91.

## Історія
Чотириповерховий будинок збудований у 1911 році архітектором Генриком Сальвером для місцевого адвоката Адольфа Менкеса. У 1912 році архітектор Юзеф Авін розробив статичний розрахунок конструкцій, фасадним декором займався скульптор Зигмунт Курчинський.
За Польщі в будинку на першому поверсі були прокат фільмів «Проектор», ювелірні магазини Ґуттермана і Мандля, також офіс фірми з установлення електромережі «Контакт». У 1950-их роках тут було ательє з пошиття хутряного одягу, ремонт взуття, потім перукарня «Краса» яка проіснувала до 1980-их років. За незалежності України у будинку були гральні автомати та салон музики «Музика на всі смаки», на даний час тут магазин взуття «Раса».

## Архітектура

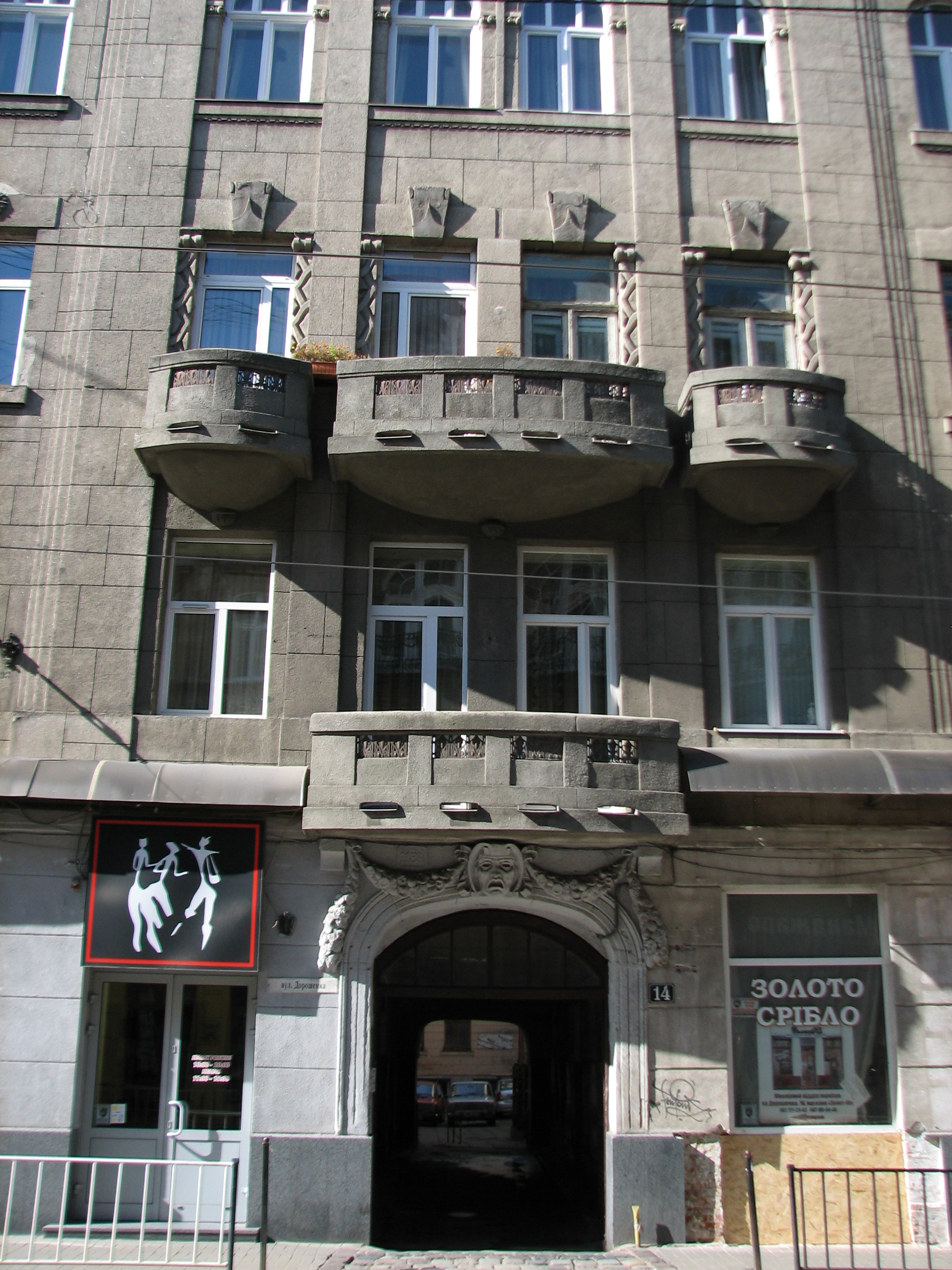
В'їзний портал

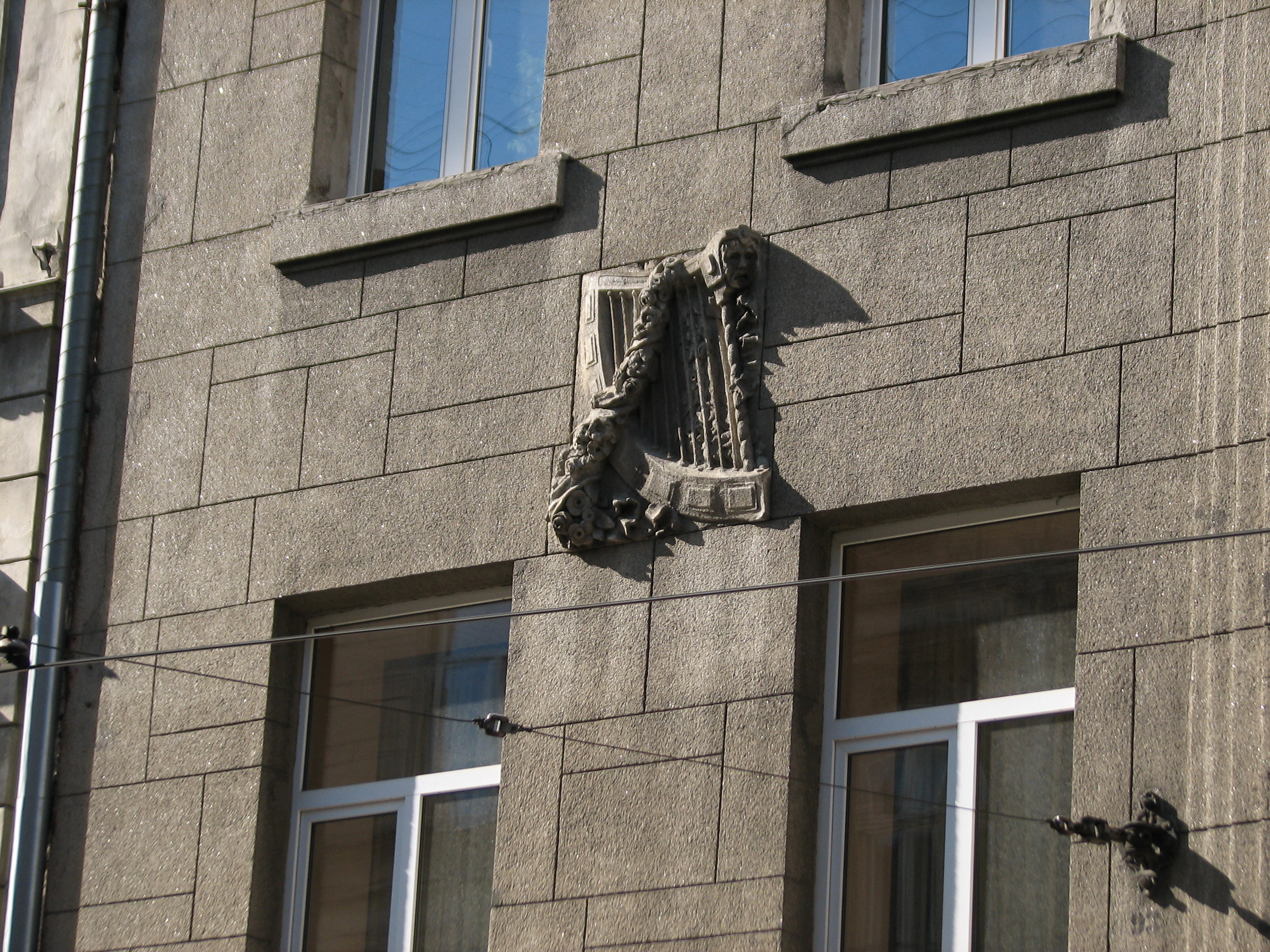
Арфа на фасаді будинку

Чотириповерховий цегляний будинок, зведений у стилі модерн, з внутрішнім подвір'ям. Планування будинку секційного типу. Фасад будинку симетричний, з випущеною на перед центральною частиною. Вхідна брама, прикрашена декоративним маскароном, і розташована по центральній осі будинку. На першому поверсі великі вітринні вікна. На другому поверсі над вхідною брамою, виступає балкон з ліпним огородженням. На третьому поверсі — три балкони з ліпним огородженням і підбалконними чашами, які зосередженні по центрі фасаду. На рівні четвертого поверху аркові вінка з різними обрамуваннями. Між вікнами другого та третього поверху бічних частин будинку, поміщені ліпнинні зображення арфи з гірляндами. Завершується будинок аттиком, з невеликим трикутним щипцем, в якому прямокутне вікно, розділене іонічною пілястрою.